# Jubilejní medaile 30. výročí vítězství ve Velké vlastenecké válce 1941–1945
Jubilejní medaile 30. výročí vítězství ve Velké vlastenecké válce 1941–1945 byla založena rozhodnutím Nejvyššího sovětu SSSR 25. dubna 1975, k ocenění osob, které se aktivně v letech 1941–1945 podíleli na vítězství ve Velké vlastenecké válce.
Medaile se udělovala všem příslušníkům ozbrojených sil SSSR, bývalým partyzánům a civilistům, kteří se v letech 1941–1945 účastnili Velké vlastenecké války. Medaile se rovněž udělovala vojákům i veteránům cizích spřátelených armád.
Medaile má jeden stupeň a spolu s ní obdržel vyznamenaný i udělovací dekret ve formě průkazu. Medaile se udělovala i cizím státním příslušníkům. Medaile je vyrobena z mosazi a má průměr 36 mm. Do prvního ledna 1995 bylo dle matriky uděleno 14 259 560 kusů.